# Dolichocephala irroata
Dolichocephala irroata är en tvåvingeart som först beskrevs av Fallen 1815.  Dolichocephala irroata ingår i släktet Dolichocephala och familjen dansflugor. Inga underarter finns listade i Catalogue of Life.